# Mijalis Dórizas
Mikhalis Dorizas (griego: Μιχάλης Δώριζας, nacido el 16 de abril de 1890 en Estambul, murió el 21 de octubre de 1957 en Filadelfia) fue un atleta griego que compitió en varios Juegos Olímpicos de 1908 en Londres, en 1912 de Estocolmo y los Juegos Olímpicos intercados de 1906 en Atenas.
Dorizas ganó la medalla de plata olímpica en atletismo durante los Juegos Olímpicos de 1908 en Londres. Terminó segundo en la jabalina estilo libre con el resultado de 51,36 metros, ya que el vencedor fue Eric Lemming de Suecia con un lanzamiento de 54,44 metros. Tomó el lanzamiento de peso y disco, el disco en estilo griego, fue el número cinco.